# Auguste Le Cherbonnier
Auguste Le Cherbonnier, né le 9 septembre 1822 à Issoudun (Indre) et mort le 19 octobre 1896 à Brive (Corrèze), est un homme politique français.

## Biographie
Étudiant en droit à Paris, il participe à la fondation, en 1843, d'un journal républicain. Après la révolution de 1848, il est nommé secrétaire général de la préfecture de l'Indre, mais il est destitué dès 1849, car trop à gauche. Emprisonné au moment du coup d’État du 2 décembre 1851, il s'installe comme avocat à Brive.
Conseiller municipal en 1865, il échoue aux législatives de 1869. Il est élu député de la Corrèze en 1876, et vote à gauche. Il est l'un des 363 qui refusent la confiance au gouvernement de Broglie, le 16 mai 1877. Il conserve son siège jusqu'en 1885, date à laquelle il devient sénateur, où il siège au groupe de l'Union républicaine.